# Majungasaurus
Majungasaurus (phát âm tiếng Anh: /məˌdʒʌŋɡəˈsɔːrəs/; nghĩa đen là "thằn lằn Mahajanga") là một chi khủng long chân thú Abelisauridae từng sinh sống ở Madagascar 70-66 triệu năm trước đây, vào cuối kỷ Creta. Chi này chứa một loài duy nhất, Majungasaurus crenatissimus. Con khủng long này được gọi tắt là Majungatholus, một tên mà bây giờ được coi là một từ đồng nghĩa cơ sở của Majungasaurus.
Giống như các loài khác trong họ Abelisauridae khác, Majungasaurus là một loài ăn thịt đi đứng bằng hai chân với mõm ngắn. Mặc dù chi trước không hoàn toàn được biết, chúng rất ngắn, trong khi chi sau dài hơn và rất chắc nịch. Chúng có thể được phân biệt với các loài Abelisauridae khác ở chỗ hộp sọ của nó rộng hơn, kết cấu rất thô và xương dày trên đầu mõm của nó, cái sừng tròn duy nhất trên nóc hộp sọ của nó, mà ban đầu bị nhầm lẫn với các đầu của một Pachycephalosauria. Loài này cũng có nhiều răng ở hai hàm trên và dưới hơn so với hầu hết các Abelisauridae khác.
Được biết đến từ một số xương sọ được bảo quản tốt và nhiều mảnh xương, Majungasaurus gần đây đã trở thành một trong những loài khủng long chân thú được nghiên cứu nhiều nhất sống tại Nam bán cầu. Nó cũng liên quan chặt chẽ nhất với các loài khủng long Abelisauridae từ Ấn Độ hơn là lục địa Nam Mỹ hay châu Phi, một thực tế mà có ý nghĩa quan trọng địa sinh vật. Majungasaurus là động vật ăn thịt trên đỉnh chuỗi thức ăn trong hệ sinh thái của nó, chủ yếu là săn những loài bò sát sống như Rapetosaurus, và Majungasaurus cũng là một trong số ít các loài khủng long mà có bằng chứng trực tiếp về ăn thịt đồng loại.

## Mô tả

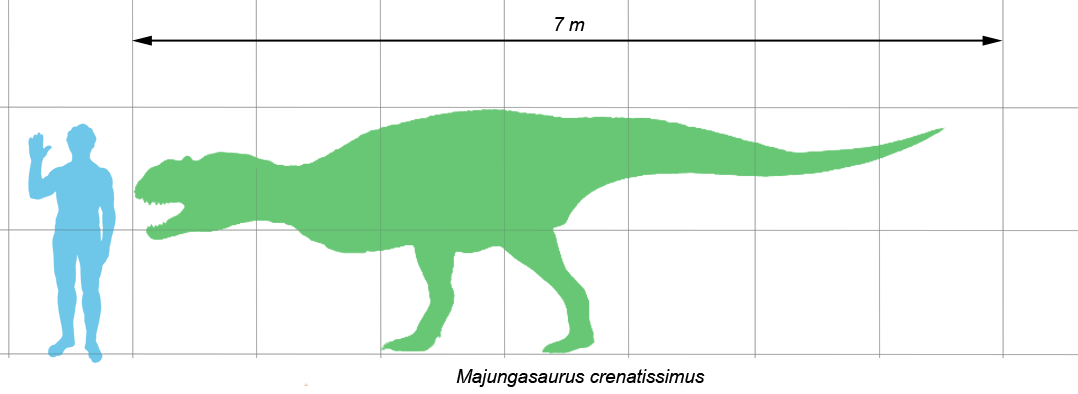
Majungasaurus so sánh với người

Majungasaurus là một chi khủng long chân thú kích thước trung bình với chiều dài 6–7 mét (20–23 ft), gồm cả đuôi. Các mảnh hóa thạch của một cá thể lớn cho thấy vài con trưởng thành có thể dài hơn 8 mét (26 ft). Sampson và Witmer ước tính cân nặng trung bình của Majungasaurus trưởng thành là 1.100 kilôgam (2.400 lb). Họ dựa trên mẫu vật FMNH PR 2100, đây không phải mẫu vật lớn nhất từng được phát hiện. Các cá thể Majungasaurus crenatissimus lớn có kích thước tương tự với chi họ hàng là Carnotaurus, ước tính cân nặng 1.500 kilôgam (3.300 lb).
Hộp sọ của Majungasaurus được hiểu rất rõ so với hầu hết các khủng long chân thú khác và nói chung là có hình thái tương tự như các abelisaurid khác. Giống các hộp sọ thuộc abelisaurid, chiều dài tương đối ngắn so với chiều cao của nó, mặc dù không ngắn như ở Carnotaurus. Hộp sọ của những cá thể lớn dài từ 60–70 cm. Mảnh trước hàm trên cao, làm cho đầu mõm trông như bị cùn, đặc điểm điển hình của họ khủng long này. Tuy nhiên, hộp sọ của Majungasaurus rộng hơn rõ ràng so với các abelisaurid khác. Tất cả các loài abelisaurid đều có bề mặt thô ráp, sần sùi ở xương sọ và Majungasaurus không phải là ngoại lệ. Đặc điểm này được phóng đại tại phần xương mũi của Majungasaurus, cực kỳ dày và hợp nhất với nhau, với một sống mũi trung tâm thấp chạy dọc theo đường trung trực của xương gần lỗ mũi nhất. Một chiếc sừng giống như mái vòm đặc biệt nhô ra từ xương trán hợp nhất tại đỉnh của hộp sọ. Trong đời thực, những cấu trúc này sẽ được bao phủ bằng một loại vỏ bọc nào đó, có thể được làm từ keratin. Chụp cắt lớp vi tính (quét CT) của hộp sọ cho thấy cả cấu trúc mũi và sừng phía trước đều chứa các hốc xoang rỗng, có lẽ để giảm trọng lượng.[2] Răng là điển hình của abelisaurid và có các vòng đỉnh răng ngắn, nhưng Majungasaurus có mười bảy răng ở cả hàm trên và hàm dưới, nhiều hơn bất kỳ một abelisaurid nào khác ngoại trừ chi Rugops.[5]
Bộ xương sau của Majungasaurus gần giống với bộ xương của Carnotaurus và Aucasaurus, các chi abelisaurid khác mà các vật liệu xương hoàn chỉnh được biết đến. Majungasaurus đi bằng hai chân, với một cái đuôi dài để cân bằng đầu và thân, đặt trọng tâm lên trên hông. Mặc dù các đốt sống cổ có nhiều lỗ sâu và hố (cột sống) để giảm trọng lượng, cổ của chúng cực kì khỏe, với các bề mặt tạo chỗ bám cho cơ bắp và xương sườn cổ được lồng vào nhau để tăng sức mạnh. Gân hóa đá gắn vào xương sườn cổ, mang lại cho chúng một bề ngoài giống cái dĩa, như được thấy ở chi Carnotaurus. Tất cả các đặc điểm này dẫn đến một cái cổ rất chắc nịch và cơ bắp. Độc đáo hơn nữa, xương sườn cổ của Majungasaurus có những vết lõm dài dọc hai bên để giảm cân nặng.[6] Các xương cánh tay ngắn và cong, gần giống với Aikaaurus và Carnotaurus. Tương tự như những loài khủng long có quan hệ gần gũi, Majungasaurus có bàn tay trước rất ngắn với bốn ngón bị giảm, lần đầu tiên được báo cáo chỉ với hai ngón tay bên ngoài rất ngắn và không có móng vuốt.[7] Xương bàn tay và xương ngón tay của Majungasaurus, giống như các Majungasaurine khác, thiếu các hố và rãnh đặc trưng nơi móng vuốt và gân thường gắn vào, và xương ngón tay của nó được hợp nhất với nhau, cho thấy bàn tay không có khả năng vận động.[8] Vào năm 2012, một mẫu vật được bảo quản tốt hơn đã được mô tả, cho thấy cánh tay dưới rất khỏe, tuy khá ngắn, bàn tay chứa bốn khối xương bàn tay và bốn ngón tay, có lẽ không linh hoạt và bị thu nhỏ, với móng vuốt tí hon ở ngón thứ hai và thứ ba. Công thức đốt ngón là 1-2-2-1-0.[9]
Giống như các abelisaurid khác, đôi chi sau chắc chắn và ngắn so với chiều dài cơ thể. Xương chày (xương chân dưới) của Majungasaurus thậm chí còn chắc nịch hơn cả Carnotaurus, với một phần nhô lên nổi bật ở đầu gối. Xương sên và xương gót hợp nhất với nhau và bàn chân có ba ngón chân chức năng, với ngón đầu tiên nhỏ hơn không tiếp xúc với mặt đất.[10]

## Phân loại và hệ thống
Majungasaurus được phân loại là một thành viên của dòng họ khủng long chân thú Abelisauridae, được coi là một họ trong phân loại Linnaean. Cùng với họ Noasauridae, các abelisaurid được bao gồm trong liên họ Abelisauroidea, liên họ này là một phần của phân thứ bộ Ceratosauria. Abelisaurid được biết đến với hộp sọ cao và mõm cùn, bề mặt xương mặt bên ngoài sần sùi (đặc điểm hội tụ với carcharodontosaurid), các chi trước bị giảm ngắn (đặc điểm hội tụ với tyrannosaurid), chi sau chắc nịch, và nhiều đặc điểm khác.
Cũng như nhiều họ khủng long, hệ thống sinh học (mối quan hệ tiến hóa) trong họ Abelisauridae bị nhầm lẫn. Một số nghiên cứu về nhánh học đã chỉ ra rằng Majungasaurus có mối quan hệ chặt chẽ với Carnotaurus từ Nam Mỹ, trong khi những nhà nghiên cứu khác không chắc chắn đặt nó vào đâu trong cây phát sinh loài. Phân tích gần đây nhất, sử dụng các thông tin đầy đủ nhất, thay vào đó đã phục hồi Majungasaurus trong một nhánh chung với Rajasaurus và Indosaurus từ Ấn Độ, ở ngoài các chi Nam Mỹ như Carnotaurus, Ilokelesia, Ekrixinatosaurus, Aucasaurus và Abelisaurus, cũng như Rugops từ lục địa châu Phi. Điều này mở ra khả năng của các nhóm abelisaurid riêng biệt ở phía tây và phía đông đại lục Gondwana.

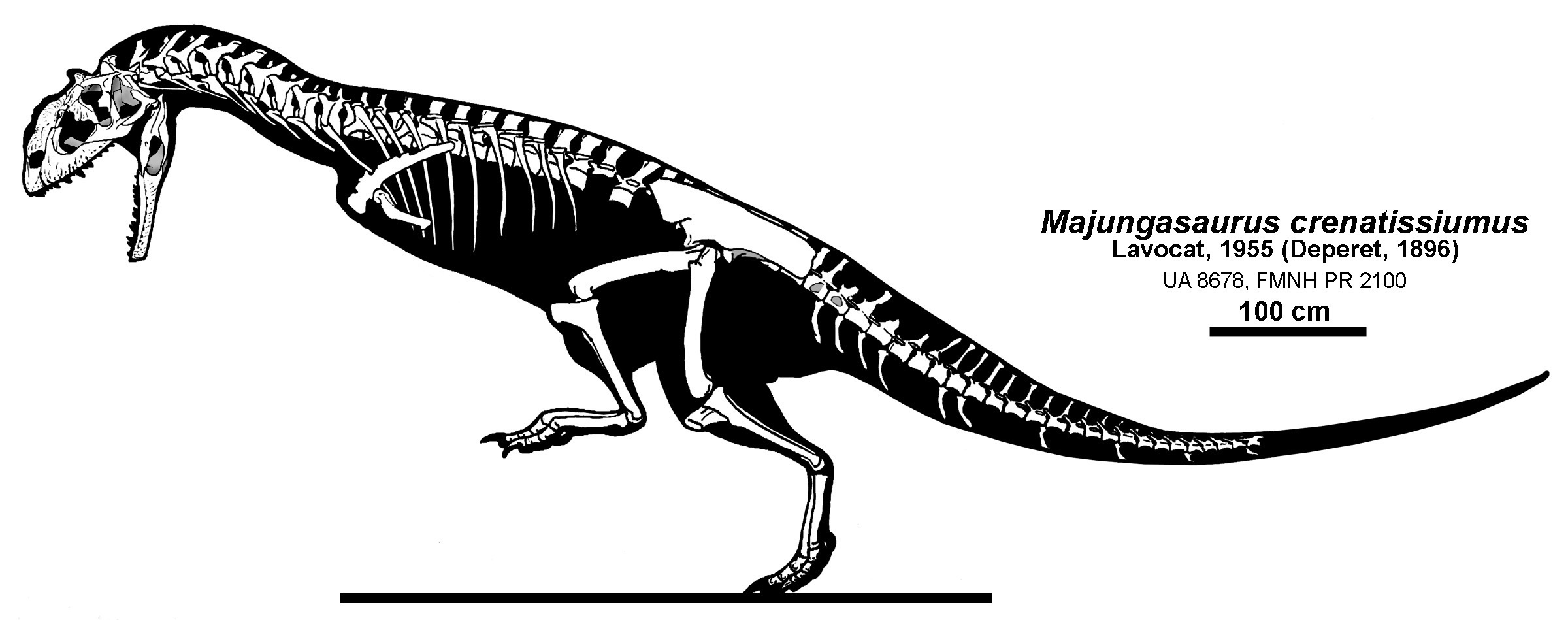
Phục dựng bộ xương dựa trên các vật liệu được biết đến ở hai mẫu vật

Sơ đồ phát sinh loài của Tortosa et al. 2013 đặt Majungasaurus trong một phân họ mới, Majungasaurinae. Một phiên bản đơn giản hóa hiển thị các đơn vị phân loại trong nhóm được trình bày bên dưới.
| Majungasaurinae | \| \| Pourcieux abelisaurid \| \| \| \| \| \| Arcovenator \| \| \| \| \| \| Majungasaurus \| \| \| \| \| \| Indosaurus \| \| \| \| \| \| Rahiolisaurus \| \| \| \| \| \| Rajasaurus \| \| \| \| |
|                 | \| \| Pourcieux abelisaurid \| \| \| \| \| \| Arcovenator \| \| \| \| \| \| Majungasaurus \| \| \| \| \| \| Indosaurus \| \| \| \| \| \| Rahiolisaurus \| \| \| \| \| \| Rajasaurus \| \| \| \| |
|                 | Pourcieux abelisaurid |
|                 | |
|                 | Arcovenator |
|                 | |
|                 | Majungasaurus |
|                 | |
|                 | Indosaurus |
|                 | |
|                 | Rahiolisaurus |
|                 | |
|                 | Rajasaurus |
|                 | |

## Cổ sinh học

### Trang trí hộp sọ

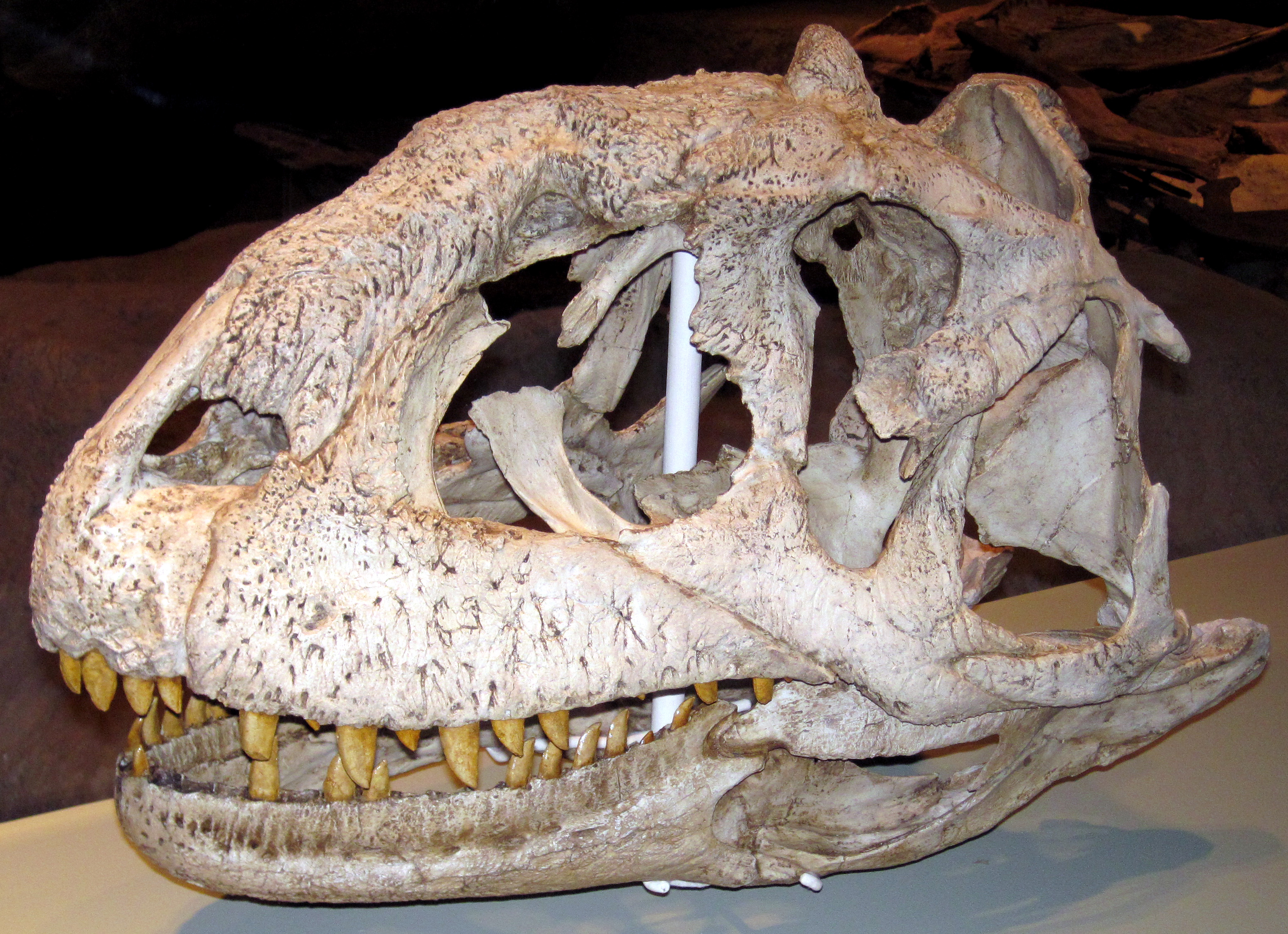
Skull cast

Majungasaurus có lẽ đặc biệt nhất trong trang trí hộp sọ của nó, bao gồm mũi mở rộng và hợp nhất với một sừng phía trước. Các ceratosaur khác, bao gồm Carnotaurus, Rajasaurus, và Ceratosaurus có sừng trên đầu. Các cấu trúc này có khả năng đã đóng một vai trò trong sự cạnh tranh liên loài, mặc dù chức năng chính xác của chúng trong đời thực là không rõ. Khoang rỗng bên trong sừng phía trước của Majungasaurus làm suy yếu cấu trúc này và có lẽ không được sử dụng trong các trận chiến vật lý, mặc dù sừng có thể phục vụ mục đích hiển thị. Tuy có sự khác biệt về cấu trúc ở mức cá thể, song không có bằng chứng nào cho sự dị hình giới tính.

### Săn mồi

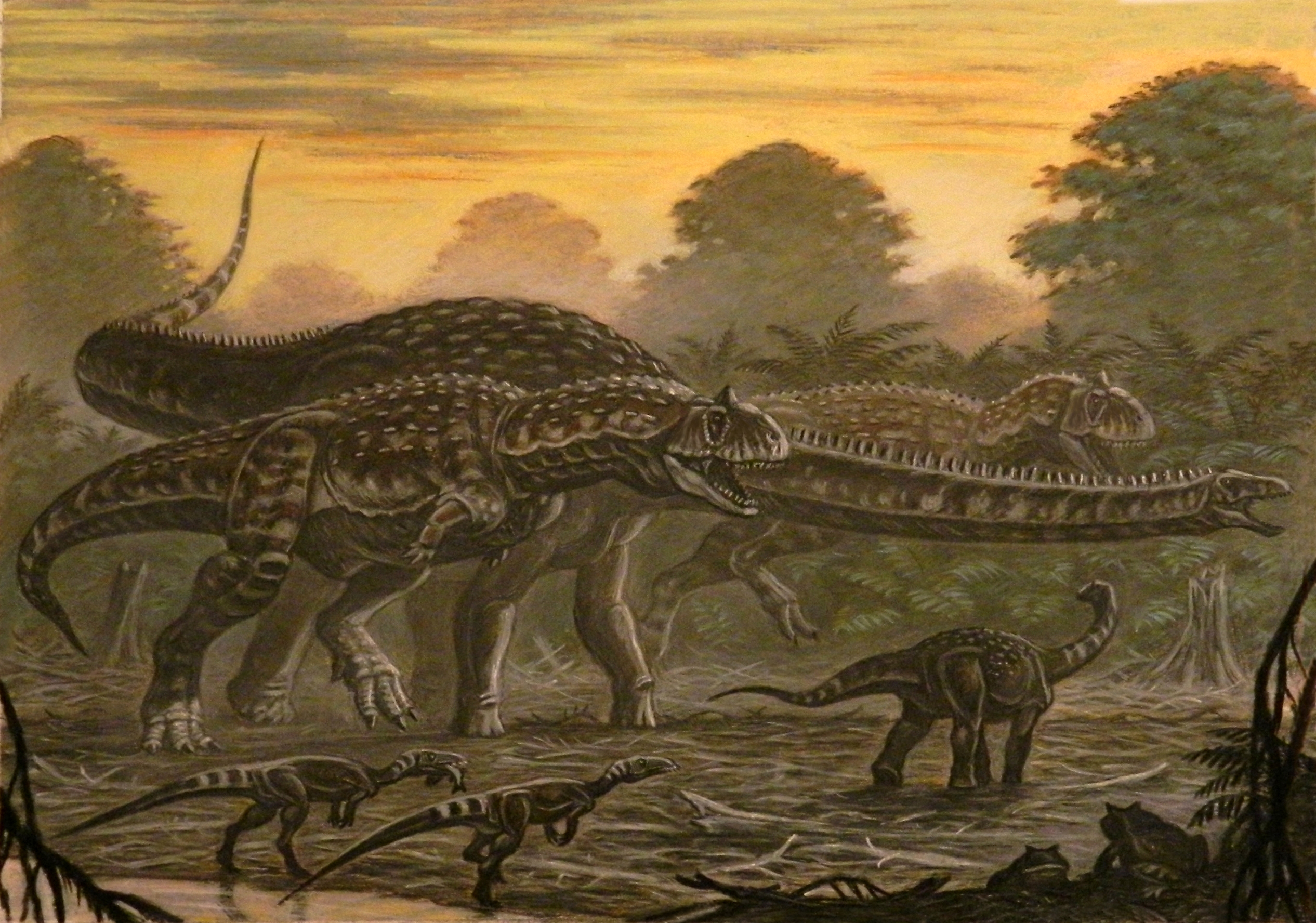
Phục dựng hai con Majungasaurus truy đuổi Rapetosaurus

Các nhà khoa học đã gợi ý rằng hình dạng hộp sọ độc đáo của Majungasaurus và các abelisaurid khác chỉ ra những thói quen săn mồi khác so với các loài ăn thịt. Trong khi hầu hết các loài khủng long chân thú đặc trưng bởi các hộp sọ dài, thấp có chiều rộng hẹp, hộp sọ của abelisaurid thì cao hơn và rộng hơn, và cũng thường có chiều dài ngắn hơn. Hộp sọ hẹp của các khủng long chân thú được trang bị tốt để chịu được sức ép thẳng đứng từ vết cắn mạnh, nhưng không thể chịu được mômen ngẫu lực (xoắn). So với các loài săn mồi thuộc lớp Thú hiện đại, hầu hết các loài chân thú có thể đã sử dụng một chiến lược săn mồi tương tự như các loài thuộc họ Chó với mõm dài và hẹp, tạo ra nhiều vết cắn làm suy yếu con mồi trước khi kết liễu chúng.
Các abelisaurid, đặc biệt là Majungasaurus, thay vào đó có thể đã thích nghi cho chiến lược kiếm ăn tương tự như họ Mèo hiện đại, với mõm ngắn và rộng, chỉ cắn một lần và giữ cho đến khi con mồi khuất phục. Majungasaurus có mõm thậm chí rộng hơn các abelisaurid khác, và các khía cạnh khác của giải phẫu cũng có thể hỗ trợ cho giả thuyết cắn và giữ. Cổ của chúng được củng cố, với các đốt sống mạnh mẽ, xương sườn đan xen và gân hóa đá, cũng như các vị trí gắn cơ bắp được cũng cố trên đốt sống và mặt sau của hộp sọ. Những cơ bắp này đã có thể giữ đầu ổn định bất chấp sự vật lộn của con mồi. Hộp sọ abelisaurid cũng được củng cố ở nhiều khu vực bằng các khối xương sinh khoáng hóa trồi ra khỏi da, tạo ra kết cấu gồ ghề đặc trưng của xương. Điều này đặc biệt đúng với Majungasaurus, nơi xương mũi được hợp nhất và dày lên để tăng sức mạnh. Mặt khác, hàm dưới của Majungasaurus có một cửa sổ lớn (lỗ mở) ở mỗi bên, như đã thấy trong các loài ceratosaur khác, cũng như khớp hoạt dịch giữa các xương nhất định cho phép mức linh hoạt cao ở hàm dưới, mặc dù chưa bằng mức linh hoạt như được thấy ở rắn. Đây có thể là một thích ứng để ngăn chặn gãy xương hàm dưới khi giữ một con vật đang vật lộn. Các răng trước của hàm trên chắc chắn hơn so với phần còn lại ở sau, để cung cấp điểm neo cho vết cắn, trong khi chiều cao thân răng thấp của răng Majungasaurus giúp ngăn chúng bị gãy trong quá trình giữ mồi. Cuối cùng, không giống như răng của Allosaurus và hầu hết các loài chân thú khác, được uốn cong ở cả mặt trước và mặt sau, abelisaurid như Majungasaurus có răng cong ở cạnh trước nhưng thẳng hơn ở cạnh sau (cắt). Cấu trúc này có thể đã phục vụ để ngăn cắt, và thay vào đó giữ răng ở đúng vị trí khi cắn.

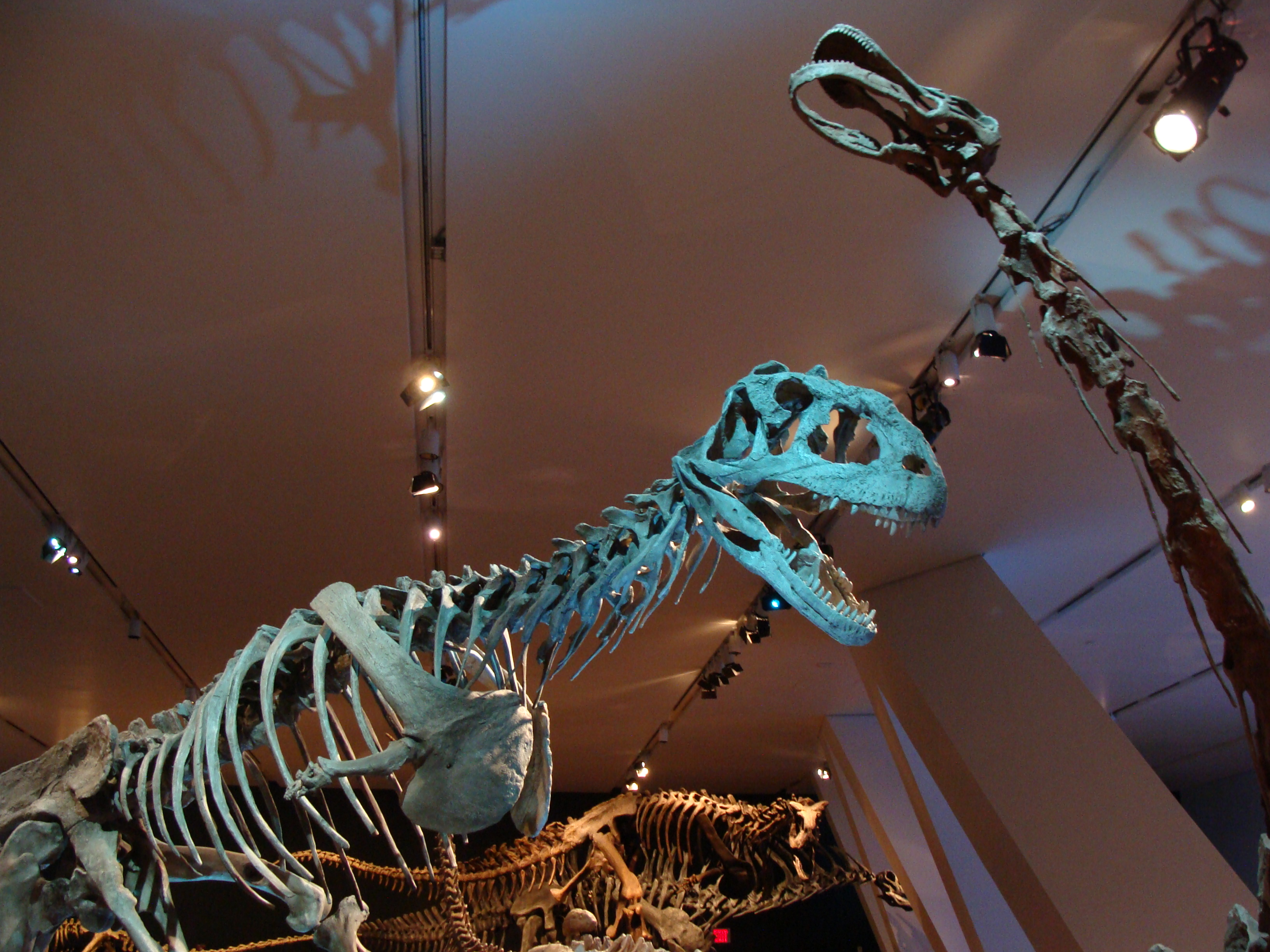
Khung xương của Majungasaurus và Rapetosaurus

Majungasaurus là loài săn mồi lớn nhất trong môi trường của nó, trong khi các loài động vật ăn cỏ lớn duy nhất được biết đến vào thời điểm đó là loài khủng long chân thằn lằn như Rapetosaurus. Các nhà khoa học đã đề xuất rằng Majungasaurus, và có lẽ các loài abelisaurid khác, chuyên săn lùng những loài khủng long cổ dài. Sự thích nghi để tăng cường sức mạnh của đầu và cổ cho kiểu tấn công cắn và giữ có thể đã rất hữu ích để săn các loài khủng long chân thằn lằn, vốn là các loài động vật cực kỳ mạnh mẽ. Giả thuyết này cũng có thể được hỗ trợ bởi đôi chi sau của Majungasaurus, vốn ngắn và chắc nịch, trái ngược với đôi chân dài và thon hơn của hầu hết các loài khủng long ăn thịt khác. Mặc dù Majungasaurus sẽ không di chuyển nhanh như các khủng long chân thú có kích thước tương tự, song nó sẽ không gặp khó khăn gì trong việc theo kịp các loài khủng long di chuyển chậm. Xương chân sau chắc chắn cho thấy đôi chân rất mạnh mẽ và chiều dài ngắn hơn của chúng sẽ hạ thấp trọng tâm của con vật. Do đó Majungasaurus có thể đã hy sinh tốc độ mà đổi lấy sức mạnh. Dấu răng Majungasaurus trên xương Rapetosaurus xác nhận rằng ít nhất nó đã cố ăn những con khủng long này, cho dù nó có thực sự giết chết chúng hay không thì vẫn là một bí ẩn.

### Ăn thịt đồng loại
Mặc dù các loài khủng long chân thằn lằn có thể là con mồi chủ yếu của Majungasaurus, những khám phá chi tiết được công bố vào năm 2007 tại Madagascar cho thấy sự hiện diện của các Majungasaurus khác trong chế độ ăn uống của chúng. Nhiều xương của Majungasaurus được phát hiện mang dấu răng giống hệt với dấu răng trên các loài khủng long cổ dài từ cùng địa phương. Những dấu vết này có khoảng cách giống như răng trong hàm Majungasaurus, cùng kích thước với răng Majungasaurus và các rãnh nhỏ hơn trùng khớp với răng cưa trên răng của Majungasaurus. Vì Majungasaurus là loài săn mồi lớn duy nhất được biết đến từ khu vực này, nên lời giải thích đơn giản nhất là chúng đã ăn các thành viên khác thuộc đồng loại. Những gợi ý rằng Coelophysis kỷ Tam Điệp là một kẻ ăn thịt đồng loại gần đây đã bị bác bỏ,, khiến Majungasaurus trở thành loài duy nhất có khuynh hướng ăn thịt đồng loại, mặc dù có một số bằng chứng chỉ đến tập tính ăn thịt đồng loại xảy ra ở các loài khác.
Không rõ liệu Majungasaurus có chủ động săn lùng đồng loại của mình hay chỉ nhặt xác của chúng. Tuy nhiên, một số nhà nghiên cứu đã lưu ý rằng các loài rồng Komodo hiện đại đôi khi giết lẫn nhau khi cạnh tranh để ăn xác thịt. Những con thằn lằn này sau đó sẽ ăn thịt thi hài của đối thủ đã bị giết, điều này có thể chỉ đến hành vi tương tự ở chi Majungasaurus và các loài khủng long ăn thịt khác.